# SIGAINT
SIGAINT是一個運行在暗网｢Tor Hidden Service｣裡面的一家电子邮件服務業者，以極嚴密的匿名、隱私和安全性聞名。SIGAINT 是暗網裡面歷史最悠久的、也是眾多資安專家推薦的電子郵件服務。该服务目前已关闭。它的.org域名和洋葱链接都返回错误代码 500。

## 使用方法
使用者必須使用 Tor 瀏覽器 進入暗網才能註冊帳號。註冊後，SIGAINT同時提供暗網和明網 (暗網：@sigaintevyh2rzvw.onion）（明網：@sigaint.org) 兩種郵件地址，讓不使用暗網的人也能與SIGAINT用戶往來郵件。
免費用戶目前只有50MB容量，付費用戶有1G。
收發郵件，免費用戶只能使用網頁郵件介面，付費用戶也可使用電子郵件客戶端軟體來收發，支援POP3、IMAP、SMTP，且只能以加密連線存取。

## 安全性
SIGAINT採取以下措施來保障用戶的安全和隱私：
- 網頁郵件介面 (Webmail) 不需要 Java、JavaScript、Flash 和任何的網路插件就能運行。事實上，SIGAINT 建議使用者安裝 NoScript 來阻擋網頁上一切的手稿語言。
- 免費帳戶一年未使用即自動刪除，以免被他人冒用。（但付費帳戶永不自動刪除）
- 所有實際儲存電子郵件的伺服器都在 Tor 隱藏網路中，而面對明網的伺服器只是代理伺服器，負責轉發所有寄給 @sigaint.org 的電子郵件到 Tor 隱藏網路中（與反向轉發），本身不留任何郵件和使用者資料，所以就算政府扣押或者駭客攻陷了明網伺服器，也不能得到任何資訊。
- 申請帳號時不問個人資料，付費帳號可用比特幣支付（因此不會留下與真實身分掛鉤的銀行帳戶）。
- PGP 郵件加密和簽署都在使用者本機上進行，SIGAINT 伺服器上不留解密金鑰，因此就算伺服器被政府扣押或被駭客攻陷，也無法立即讀取已加密的郵件。
- 寄送郵件給明網的其他業者的郵件伺服器時使用STARTTLS加密通道。
- 寄送郵件給暗網的其他業者的郵件伺服器時使用Direct Peering，資料完全不離開暗網。
- 不提供｢忘記密碼｣的重設服務，降低帳號被他人劫持的風險。
- 隨時可以自行刪除帳戶。
- 最特殊的一點：其營運者和員工迄今都保持完全的匿名，所以沒有人能逼迫系統管理員交出伺服器存取方法。

## 歷史
因為 SIGAINT 的嚴密安全性，成為許多匿名活動人士的交流管道，包括揭露極權政府貪腐或嚴重違反人權事件內幕的記者和公民、民運人士，當然也包括非法活動和非法組織的聯繫，甚至可能有恐怖組織。也因此，許多國家政府（包括美國FBI）和駭客組織頻頻對 SIGAINT 的伺服器發動攻擊，但十幾年來無人能攻陷 SIGAINT 存放使用者資料和郵件的暗網伺服器。
- 2014年，在美國FBI針對暗網的｢去匿名化行動｣("Operation Onymous")當中，400多部於暗網上的各種伺服器被破解出實體位置或持有人，而遭到大規模的查禁。在這行動中 SIGAINT 毫無損傷。
- 2015年4月，多達70部的｢Tor惡意出口｣同時對 SIGAINT 發動中间人攻击，他們改寫 .onion 地址的對應，讓明網連往 SIGAINT 的連線先繞經這些惡意伺服器再前往 SIGAINT 伺服器，藉此可能竊取到一些使用者輸入的帳號密碼。此事件後，SIGAINT 立刻增加明網伺服器和暗網伺服器之間的 SSL 加密連線，以使就算再發生中間人攻擊，也不會洩漏任何資訊。由於當時Tor網路的出口端點不多，同時有70台惡意出口發動攻擊已達6%，並不是容易的事，因此 SIGAINT 和 Tor 的研發人員推測是政府行動。[5][6]
- 2016年9月，明網上 sigaint.org 的兩台伺服器被 ISP 以模糊理由取消服務，但暗網上的服務不受影響，SIGAINT 也立刻換上新的伺服器。
- 2016年10月，明網上 sigaint.org 的伺服器又中斷服務，至月底仍未恢復。

## 類似網站
還有一些電子郵件業者提供Tor隱藏網路裡的電子郵件服務。有些是只有暗網郵件地址和暗網伺服器；有些是只有明網郵件地址但提供暗網伺服器；有些則是暗網和明網郵件地址都有，並只提供暗網伺服器。以下是一些例子
- Mail2Tor.com（页面存档备份，存于）
- RiseUp.net（页面存档备份，存于）
- Autistici.org（页面存档备份，存于）
- TorBox

相較於SIGAINT，有許多設置得不夠匿名的Tor隱藏網路郵件服務在FBI歷次掃蕩中被關閉。